# السقوط في بئر سبع (مسلسل)
السقوط في بئر سبع، مسلسل مصري إنتاج عام 1994، يتحدث عن نكسة 1967 وحرب أكتوبر 1973 وعن الجاسوسية والمخابرات المصرية نقلاً عن رواية إبراهيم وانشراح للكاتب عبدالرحمن فهمي وكيف تم الإيقاع بأحد أخطر الجواسيس العاملين لحساب إسرائيل وهم إبراهيم شاهين وانشراح موسى. و قد تم تأخير عرض المسلسل عن موعده الرئيسي نتيجة ظرف قهري; حيث توفي المخرج نور الدمرداش أثناء تصوير إحدى الحلقات في يوم الإثنين 7 فبراير 1994 عن عمر ناهز ال68 على إثر أزمة قلبية مفاجئة.

## تمثيل

### عائلة شفيق ونرجس
| - سعيد صالح: الجاسوس شفيق فكري صالح - إسعاد يونس: الجاسوسة نرجس محمود عبد المنعم - عبد الرحمن أبو زهرة: أبو المعاطي أبو فاطمة | - حنان ترك: زينب ابنة شفيق - طارق لطفي: محمود زوج زينب - خالد محمود: عادل ابن شفيق | - وفاء صادق: فاطمة (بطة) بنت أخ نرجس - زوزو نبيل: والدة نرجس |

### المصريين
| - رشوان توفيق: محجوب - طارق ريحان: مصطفى - محمد الصاوي: فتحي صديق عادل - حسين إبراهيم: عبده | - ياسر عبد العظيم: عاصم - محمد لطفي عبد الله: عسكري الدورية - عمران بحر: فرّاش اللوكاندة (الفندق) - محمود التوني: شلبي | - منير سالم: ماهر - صبري الهواري: أيوب - غريب محيي الدين: د. أنيس - حلمي عبد الوهاب:حسني | - محي الدين عبد الحميد: منصور - الفريد كمال: أبو ديب - خيري القليوبي: لمعي - حسين نظمي: يسري |

### المخابرات المصرية وقادة الجيش
| - طارق الدسوقي: الضابط علي - أحمد ماهر: مدحت حسن - محمود الحديني: مسئول بالمخابرات المصرية - رضا حامد: أمجد | - ياسر علي ماهر: ضابط بالصاعقة - أمين هاشم: ضابط بالجيش المصري - فاروق الدمرداش: رئيس المخابرات - محمد أبو العينين: رئيس المخابرات | - فايق عزب: السيد شوكت رئيس المخابرات - وحيد عزت: قائد البحرية - سمير ربيع: عميد الصاعقة - حمدي إسماعيل: العقيد إبراهيم | - أحمد رأفت: مقدم الصاعقة - أحمد إبراهيم: العقيد عبد الله - صلاح الباجوري: عميد بحري - محمد سامح: ضابط بالمخابرات |

### الموساد والإسرائيليين
| - أبو بكر عزت: موسي هارون (ضابط إسرائيلي) - حمزة الشيمي: إبراهام - نبيل الدسوقي: دافيد بن غوريون - أنعام سالوسة: جولدا مائير | - عبد الرحيم أبو خطوة: سام - حمدي السخاوي: موشيه ديان - كنعان وصفي: تال - عادل أمين: مائير أميت | - علي جوهر: النيجتون - رضا الجمال: إليسار - أمين عنتر: بيترو - هدى رستم: ريتا | - غادة محمود: إيفا - توحيد مجدي: ليفي - أحمد الخليلي: قائد إسرائيلي | - طلعت سلامة: قائد إسرائيلي - راضي غانم: رقيب إسرائيلي - صلاح العمري: رقيب إسرائيلي |

### بالاشتراك مع
| - صلاح حفني: مختار - سمير حسين: خليل - حامد ونيس: قشطندي - كاظم شعبان: د. أمين عبد النور - لمياء الأمير: سلوى - لمياء العبد: نادية | - ميرفت سعيد: زاهية - فاطمة شوشة: مديحة - نهاد رامي: أندريونتي - محمود الحفناوي: سليمان - جلال رجب: سالم | - أحمد لبيب: عبد الصبور - خالد التجار: عليش - سامية عبد الله: نانسي - عصام الفولي: مكرم - فتحية عبد النبي: محبوبة | - عباس منصور: وائل - ناصر غبد الله: شكري - أحمد سعيد: فوزي - كوثر رمزي: بهيجة - عبد الله الصفتي: عويس | - عبد الهادي أنور: طهارمس - إبراهيم الأبيض: رمسيس - محمد إمام: جوهري - نادية شمس الدين: والدة محجوب - عزة شريف: بهيرة | - أمينة منصور: راشل - أبو السعود عطية: المدير العام - عبد المنعم عبد الرحمن: هلال - ليلى الحسيني: الطبيب المصري - ليلى نصر: باولا |

## فريق العمل
- إخراج نور الدمرداش.